# Voivodato di Troki
Il voivodato di Troki (in lituano: Trakų vaivadija, in polacco: Województwo Trockie) fu un'unità di divisione amministrativa e governo locale del Granducato di Lituania (dopo l'Unione di Lublino, insieme al Granducato di Lituania, divenne parte della Confederazione Polacco-Lituana) dal XVI secolo fino alla Spartizione della Polonia del 1795.
Sede del governo del voivodato (Wojewoda): 
- Trakai (polacco: Troki)

## Geografia antropica

### Suddivisioni amministrative
- Provincia di Hrodna
- Provincia di Kaunas
- Provincia di Trakai
- Provincia di Upytė (la cui capitale era però Panevėžys)